# Апсе Мартин Янович
Мартин Янович Апсе (нар. 1893, місто Рига, тепер Латвія — 11 січня 1942, виправно-трудовий табір, Російська Федерація) — радянський військовий діяч, корпусний комісар (1935), член ВЦВК. Член Центральної контрольної комісії ВКП(б) у 1930—1934 роках.

## Біографія
Народився в родині службовців. Закінчив початкову школу.
Член РСДРП(б) з 1912 року.
У 1915 році заарештований, засуджений і висланий в Іркутську губернію. Із заслання звільнений в 1917 і в травні 1917 року виїхав до Петрограда, де працював шевцем. Одночасно вів роботу в профспілці шкіряників.
У червні 1918 року за рішенням партійних органів був направлений в Уральську область завідувачем політичним просвітницьким відділом Колегії допомоги військовополоненим і біженцям.
У Червоній Армії з 1919 року по партійній мобілізації. У роки Громадянської війни в Росії служив військовим комісаром полку в 47-й і 58-й стрілецьких дивізіях РСЧА.
До 1925 року — військовий комісар 19-ї стрілецької бригади, помічник начальника політичного відділу 7-ї стрілецької дивізії, військовий комісар 21-го стрілецького полку.
У жовтні 1925 року закінчив Курси удосконалення вищого політичного складу РСЧА.
У жовтні 1925 — жовтні 1926 року — заступник начальника політичного відділу 1-й Туркестанської стрілецької дивізії.
У жовтні 1926 — жовтні 1928 року — помічник командира із політичної частини і начальник політичного відділу 2-ї стрілецької дивізії Середньоазіатського військового округу в місті Самарканді.
У жовтні 1928 — вересні 1930 року — помічник командира із політичної частини і начальник політичного відділу 20-ї стрілецької дивізії РСЧА.
У вересні 1930 — листопаді 1931 року — військовий комісар і начальник політичного відділу 1-й авіаційної бригади РСЧА.
У листопаді 1931 — 1935 року — помічник командира 1-го стрілецького корпусу із політичної частини Ленінградського військового округу.
У 1935 — серпні 1937 року — помічник командира 19-го стрілецького корпусу із політичної частини Ленінградського військового округу.
У серпні — грудні 1937 року — член Військової ради Закавказького військового округу.
З грудня 1937 року — в розпорядженні Управління із командно-начальницького складу РСЧА.
20 грудня 1937 року заарештований органами НКВС. Засуджений Воєнною колегією Верховного суду СРСР 3 вересня 1939 року до 25 років ув'язнення у виправно-трудовому таборі з подальшим позбавленням прав на 5 років. Помер у таборі 11 січня 1942 року.
27 жовтня 1956 року посмертно реабілітований.

## Звання
- корпусний комісар (28.11.1935)

## Нагороди
- орден Трудового Червоного Прапора Узбецької РСР (1928)